# Måle Saint-Martin

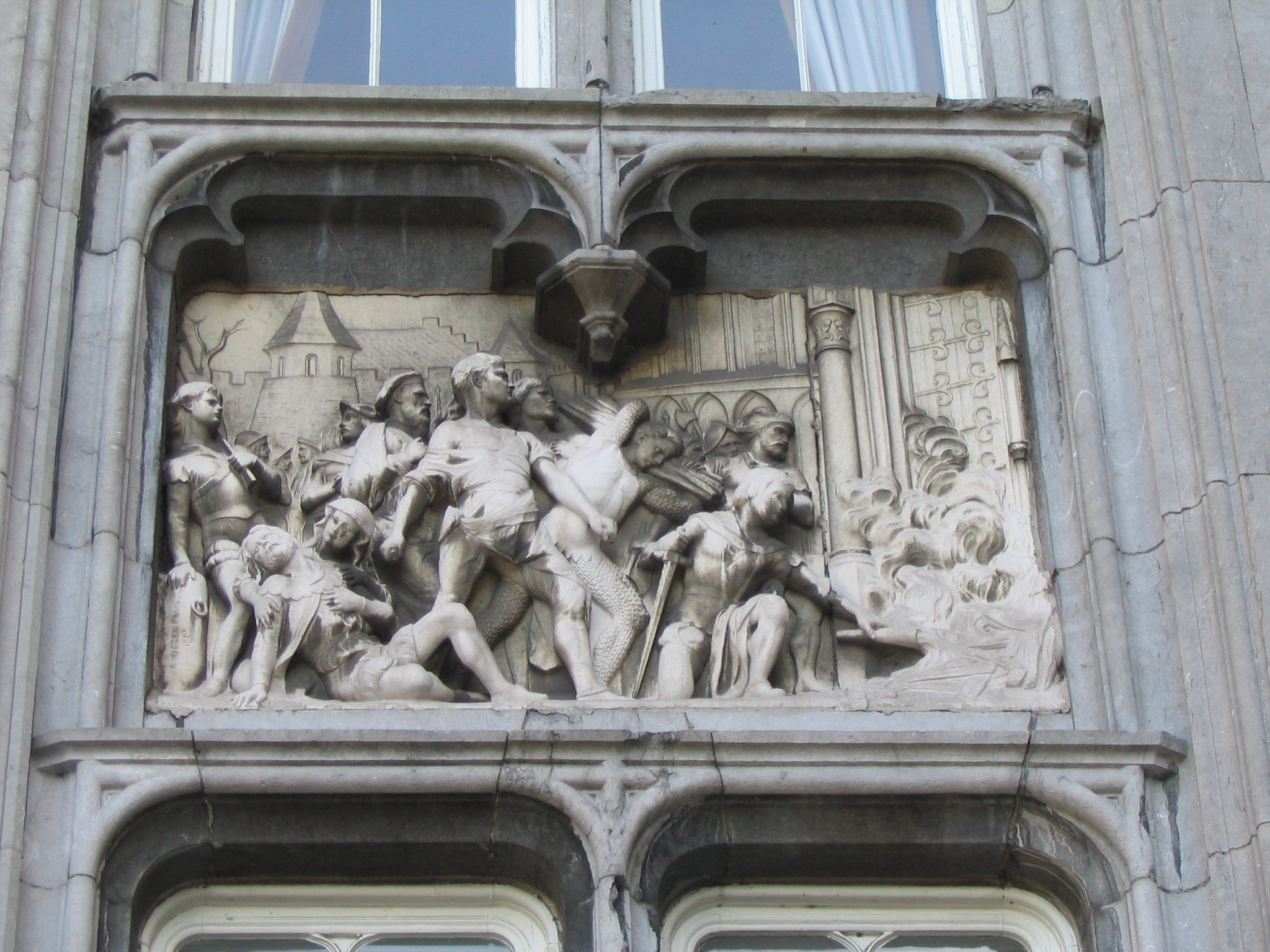
Bas-relief sur la façade néogothique ouest du Palais provincial de Liège représentant la mise à feu de l'église.

La måle Saint-Martin (également orthographié erronément mål Saint-Martin ou male Saint-Martin) est le nom donné au conflit qui opposa au XIVe siècle les patriciens aux plébéiens  de Liège  et qui s'acheva, dans la nuit du 3 au 4 août 1312, par l'incendie de l'église Saint-Martin de Liège où les patriciens avaient trouvé refuge.

## Mal, mål ou male?
Cette appellation varie en fonction du temps et des personnes qui en parlent. Les versions au masculin et au féminin ont coexisté et coexistent encore aujourd'hui.

Le conflit est généralement nommé "mal", ou "mâtines liégeoises" en conséquence des "mâtines brugeoises" survenues à Bruges en 1302, opposant les patriciens brugeois, dits Leliaerts, appuyés par le Roi de France, et les Clauwaerts, plébéiens et représentants des différentes corporations, appuyés par le comte de Flandre.

## Origines du conflit
À la fin du XIIIe siècle, une querelle entraîne la noblesse et les patriciens dans une guerre civile qui dure presque un demi-siècle, la guerre des Awans et des Waroux.
À peine finie, Liège apprend la révolte victorieuse des métiers flamands, et les métiers liégeois exigent eux aussi des avantages. Les camps se forment, d'une part l'évêque et les patriciens ou « grands », d'autre part les plébéiens, ou « petits ».

## La nuit de la male (måle) Saint-Martin

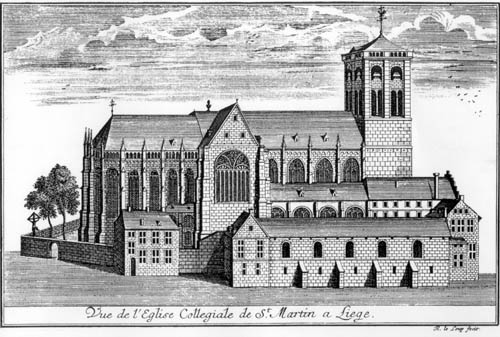
Saint-Martin de Liège

Dans la nuit du 3 au 4 août 1312, les « Grands » tentent un coup de main et donnent le signal à leurs alliés postés en dehors de la cité de pénétrer la ville en incendiant la halle aux viandes. Les habitants sont réveillés par le bruit et les lueurs de l'incendie. Le prévôt court équiper quelques chanoines de la cathédrale pendant que les gens des métiers se rassemblent sur la place du Marché.
Parmi les chanoines se trouvent des nobles connaissant le métier des armes qui se mettent à la tête des bandes populaires. Ils refoulent les « grands » vers le Publémont, qui, épuisés et assaillis par les paysans et houilleurs de Sainte-Marguerite, tentent de trouver refuge dans l'église Saint-Martin. Les « petits » boutent le feu à l'édifice où périront tous ceux qui s'y sont enfermés.
La paix d'Angleur qui abolit les privilèges des lignages fera suite à ces évènements. Dès 1384, les mandataires qui siègent à la Violette sont des artisans issus des bons métiers de Liège.

## Extrait de l'Univers 'Belgique et Hollande' par M. van Hasselt, Paris, 1844
À cette époque la bourgeoisie alliée au clergé attaquait de toutes parts l'édifice de la l'aristocratie liégeoise déjà miné par les cruelles dissensions des familles d'Awans et de Waroux.  Cette bourgeoisie avait singulièrement grandi depuis Albert de Cuyck qui l'admit à l'échevinage par sa charte de 1198.  Dès lors presque chaque règne avait été pour elle une conquête et un progrès Thibaut de Bar avait eu d'abord l'imprudence de se montrer le protecteur et l'appui de la noblesse. Mais il ne tarda pas à se laisser gagner par une forte somme d'argent et à sanctionner les libertés populaires auxquelles il donna même une garantie nouvelle en augmentant de vingt le nombre des métiers.  Ainsi s'accrut encore la force de ces bourgeois que Hugues de Châlons avait déjà laissés monter à la dignité de maîtres de la cité.  Le Mal Saint-Martin fut la première lutte ouverte qui se livra dans la principauté de Liége entre les nobles et les plébéiens.  L'élection du mambour Arnould de Blankenheim dont nous venons de parler en fournit l'occasion.
Le chapitre appuyé par le peuple avait fait cette nomination dans laquelle les nobles prétendirent intervenir. Pour se venger de l'insulte qu'ils croyaient faite à leurs droits ils vinrent au nombre de cinq cents mettre le feu aux loges de la boucherie.  C'était au milieu de la nuit.  Le peuple se rassembla aussitôt en armes et secondé par le prévôt du chapitre qui accourut avec ses chanoines, ses partisans et ses domestiques marcha contre ses ennemis.  Un combat s'engagea.  Le prévôt tomba un des premiers.  À la pointe du jour on luttait encore mais les bourgeois ne cessaient de gagner du terrain. Ils finirent par refouler une partie des nobles dans des maisons où ils pénétrèrent pour les massacrer.  Le reste parvint à gagner l'église Saint-Martin où ils furent bientôt assiégés par le peuple renforcé d'une troupe de paysans et d'ouvriers des mines de houille voisines.  En vain les nobles cherchèrent à s'y maintenir eu se barricadant dans l édifice. Les assiégeants l'enveloppaient de toutes parts en faisant des efforts inouïs pour y pénétrer.  Voyant qu'il était impossible d'ébranler la porte la multitude furieuse entassa du bois, de la paille, des tonneaux de goudron et d'autres matières inflammables autour de l'église et le feu y fut mis aux acclamations de la foule. En un instant la flamme jaillit de toutes parts et l'incendie étreint le refuge des chevaliers qui ne tardent pas à être enserrés dans un vaste brasier.  Les charpentes s'allument la tour s'écroule et tous les nobles périssent sous les ruines du temple.  Ils étaient de deux cents.